# رناته کروسنر
رناته کروسنر (آلمانی: Renate Krößner؛ زادهٔ ۱۷ مهٔ ۱۹۴۵ – درگذشته ۲۵ مه ۲۰۲۰) یک هنرپیشه اهل آلمان بود.
کروسنر برای بازی در فیلم «تکنوازی آفتابی» محصول سال ۱۹۷۹ برنده جایزه خرس نقره‌ای بهترین بازیگر زن از جشنواره فیلم برلین سال ۱۹۸۰ شد.
در سال ۱۹۹۱ در چهل و یکمین جشنواره بین‌المللی فیلم برلین وی عضو هیئت داوران بود.
در سال ۱۹۹۳ کروسنر برنده بهترین بازیگر نقش اول زن در جایزه فیلم آلمان شد.